# 柳生俊永
柳生 俊永（やぎゅう としなが）は、江戸時代中期の大和国柳生藩の世嗣。

## 略歴
8代藩主・柳生俊則の次男。幼名は金之助。
柳生藩嫡子として成長し、寛政3年（1791年）徳川家斉に拝謁する。しかし、翌寛政4年（1792年）に早世した。
代わって、弟・俊睦が嫡子となった。